# Xianglin (socken i Kina, Sichuan)
Xianglin (kinesiska: 向林乡, 向林) är en socken i Kina. Den ligger i provinsen Sichuan, i den sydvästra delen av landet, omkring 280 kilometer sydost om provinshuvudstaden Chengdu. Antalet invånare är 17 647. Befolkningen består av 8 492 kvinnor och 9 155 män. Barn under 15 år utgör 26,0 %, vuxna 15-64 år 62 %, och äldre över 65 år 11,0 %.
Genomsnittlig årsnederbörd är 1 326 millimeter. Den regnigaste månaden är juni, med i genomsnitt 216 mm nederbörd, och den torraste är januari, med 26 mm nederbörd.